# Krummbek
Krummbek là một đô thị thuộc huyện Plön, trong bang Schleswig-Holstein, nước Đức. Đô thị Krummbek có diện tích 5,48 km², dân số thời điểm 31 tháng 12 năm 2006 là 371 người.